# كلية الحقوق (الجامعة الأردنية)
كلية الحقوق في الجامعة الأردنية هي إحدى الكليات الإنسانية التابعة للجامعة الأردنية في عمّان، الأردن. تأسست الكلية في عام 1976 بعد إصدار مرسوم ملكي في 4 نيسان 1976، وقد بدأ التدريس في الكلية بتاريخ 16 سبتمبر 1977، حيث وفرت الكلية حينها برنامج التخصص الفرعي في الحقوق، بدأت بتقديم برنامج البكالوريوس في الجامعة الأردنية في عام 1978، وبعد ذلك بدأت الكلية بتقديم برامج الدراسات العليا.
تتألف الكلية من قسمين، وهم: قسم القانون الخاص وقسم القانون العام.

## الموقع
تقع الكلية في الجانب الشمالي من حرم الجامعة، تحدها من الشمال كلية الآثار والسياحة، ومن الغرب كلية الأعمال، ومن الجنوب كليتا الأعمال والشريعة.

## عمداء الكلية
هذه قائمة بعمداء الكلية منذ تأسيسها.
| #  | اسم العميد                         | تاريخ استلام المنصب | تاريخ الانتهاء من المنصب |
| -- | ---------------------------------- | ------------------- | ------------------------ |
| 1  | محمد رشيد دقر                      | 20 أغسطس 1978       | 29 سبتمبر 1980           |
| 2  | محمد خليل الحموري (الفترة الأولى)  | 5 أكتوبر 1980       | 1 سبتمبر 1984            |
| 3  | حمزه أحمد حداد                     | 1 سبتمبر 1984       | 5 سبتمبر 1985            |
| 4  | سعدون ناجي القشطيني                | 7 سبتمبر 1985       | 5 ديسمبر 1985            |
| 2  | محمد خليل الحموري (الفترة الثانية) | 5 ديسمبر 1985       | 1 سبتمبر 1990            |
| 5  | ناظم أحمد عارف                     | 1 سبتمبر 1990       | 20 أغسطس 1993            |
| 6  | محمد سليم الغزوي                   | 21 أغسطس 1993       | 23 أغسطس 1999            |
| 7  | بشار جميل عبد الهادي               | 22 أغسطس 1999       | 22 أغسطس 2003            |
| 8  | أحمد نوري زيادات                   | 23 أغسطس 2003       | 23 أغسطس 2005            |
| 9  | كامل حامد السعيد                   | 22 أغسطس 2005       | 22 أغسطس 2007            |
| 10 | جورج حزبون                         | 22 أغسطس 2007       | 28 أكتوبر 2010           |
| 11 | غازي خالد أبو عرابي                | 28 أكتوبر 2010      | 1 سبتمبر 2012            |
| 12 | طارق محمد الحموري                  | 2 سبتمبر 2012       | 28 أغسطس 2014            |
| 13 | إبراهيم مشهور الجازي               | 7 سبتمبر 2014       | 3 يناير 2016             |
| 14 | محاسن محمد الجاغوب                 | 31 يناير 2016       | 31 أغسطس 2016            |
| 15 | فياض ملفي القضاة                   | 1 سبتمبر 2016       | 1 سبتمبر 2018            |
| 16 | أحمد علي خليف العويدي              | 23 سبتمبر2018       | 27 سبتمبر 2020           |
| 17 | كمال عبد الرحيم مفضي العلاوين      | 8 اكتوبر 2020       | سبتمبر 2022              |
| 18 | "محمد امين" قاسم الناصر            | 4 سبتمبر 2022       | 4 سبتمبر 2023            |
| 19 | باسم محمد عبد القادر ملحم          | 3 سبتمبر 2024       | لغاية الان               |